# Mehdi Baala
Mehdi Baala (Estrasburgo, 17 de agosto de 1978) es un atleta francés, especialista en la prueba de los 1500 metros lisos.
Es probablemente el mejor atleta francés en las carreras de media distancia de todos los tiempos. Posee los plusmarcas de Francia en 800 metros, 1000 metros, 1500 metros y 2000 metros. Su récord en 1500 metros (3.28.98) es muy cercano del récord de Europa del español Fermín Cacho (3.28.95).
Participó en los Juegos Olímpicos de Sídney 2000, Atenas 2004 y Pekín 2008, consiguiendo una medalla de bronce en los 1500 metros celebrados en Pekín. También ganó una medalla de plata en los 1500 metros del Campeonato Mundial de Atletismo de 2003 celebrado en París, llegando por detrás del marroquí Hicham El Guerrouj. Ha ganado en dos ocasiones los Campeonatos de Europa, en 2002 y 2006.